# Rodd Point
Pour les articles homonymes, voir Rodd.
Rodd Point est une ville-banlieue australienne située dans la zone d'administration locale de Canada Bay, dans l'agglomération de Sydney, dans l'État de Nouvelle-Galles du Sud. D'une surface de 0,374 km2, c'est l'une des plus petites banlieues de l'agglomération,.

## Nom
Tout comme l'île Rodd voisine, Rodd Point porte le nom de Brent Clements Rodd. Ce dernier, colon né dans le Devonshire en Angleterre, s'installe à Sydney en 1822 comme surintendant de bagnards avant de devenir agriculteur. En 1838 il achète vingt hectares de terres dans et autour de ce qui est aujourd'hui Rodd Point, et y fait construire sa demeure. Les rues Brent, Brisbane, Burnell, Clements, Janet, Lenore, Trevanion et Undine portent les noms de membres de sa famille, et la rue Barnstaple porte le nom du manoir qu'il a fait ériger,.

## Géographie

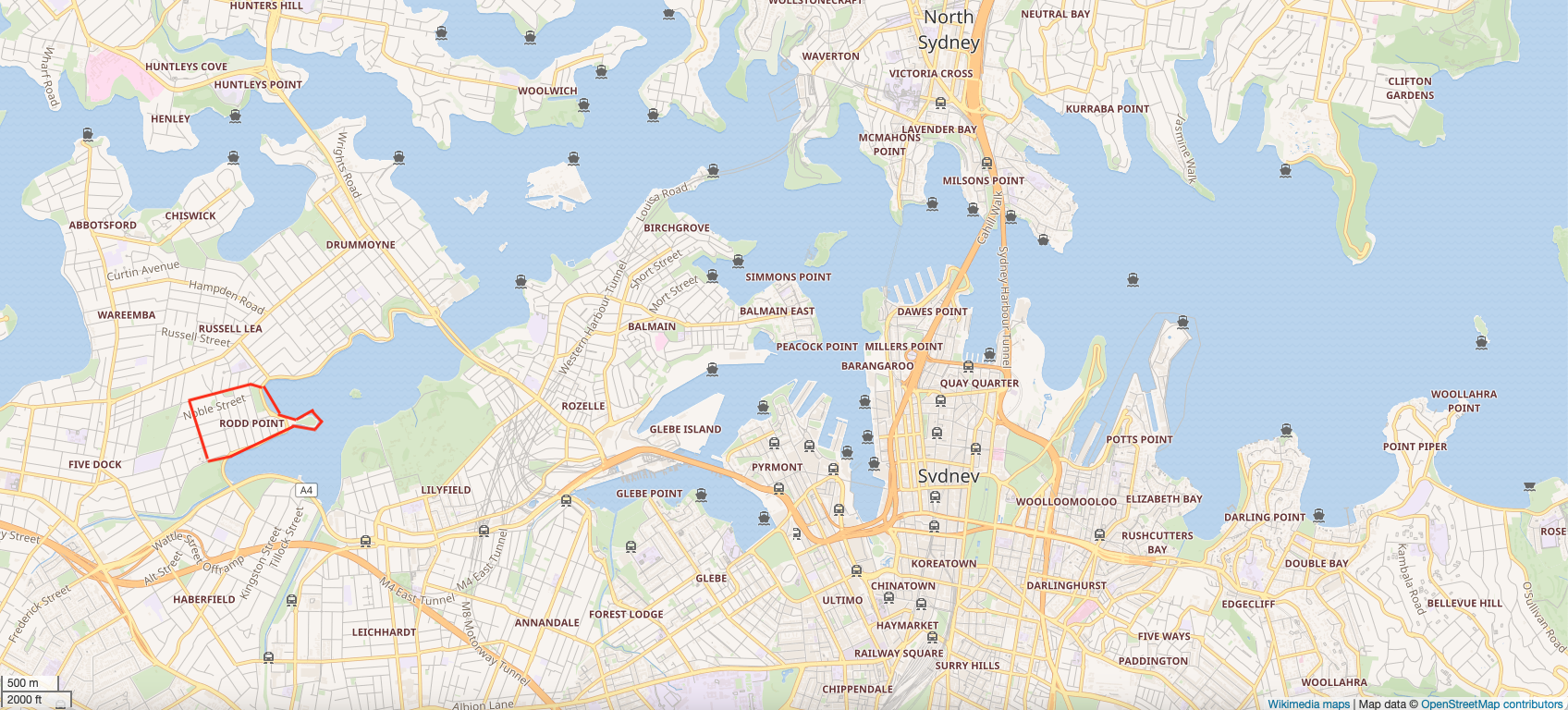
Emplacement de Rodd Point à Sydney. À l'ouest de Rodd Point se trouve la petite île Rodd, dans la baie d'Iron Cove.

Dans l'ouest de Sydney, Rodd Point donne sur la baie d'Iron Cove (en) du fleuve Parramatta, et comprend une péninsule (le « point » Rodd à proprement parler). Avec « ses parcs et ses chemins de marche, c'est un lieu de pique-nique populaire pour les familles le week-end ». Rodd Point comprend le parc Timbrell, un espace vert aménagé avec des terrains de cricket et le premier terrain de jeu australien pensé à la fois pour les enfants valides et handicapés.
La péninsule est un espace vert, Rodd Park, et comprend un club nautique ouvert en 1937.

## Démographie
Au recensement de 2021, Rodd Point avait une population de 1 380 personne, d'âge médian de 44 ans. 40 % y avaient un diplôme universitaire, bien au-dessus de la moyenne nationale (26 %). Le taux de chômage y est de 2,8 % (contre une moyenne nationale de 5,1 %).
Si au moment de ce recensement 72 % des résidents de Rodd Point sont nés en Australie, 49 % sont issus de deux parents immigrés (contre une moyenne nationale de 37 %). 6 % sont nés en Italie, et 26 % déclarent une ascendance italienne. Trois résidents (0,2 %) se déclarent aborigènes.